# Кинески Тајпеј на Светском првенству у атлетици на отвореном 2011.
Кинески Тајпеј је учествовао на 13. Светском првенству у атлетици на отвореном 2011. одржаном у Тегу од 27. августа до [[4. септембар|4. септембра] тринаести пут, односно на свим првенствима до данас. Репрезентација Кинеског Тајпеја представљало је 7 такмичара (6 мушкараца и 1 жена) који су такмичити у две дисциплине.,
На овом првенству Кинески Тајпеј није освојио ниједну медаљу али је остварен један лични рекорд сезоне.

## Учесници
| Мушкарци: - Ванг Вен Танг — 4 × 100 м - Лиу Јуан Каи — 4 × 100 м - Цаи Менг Лин — 4 × 100 м - Ји Веи Чен — 4 × 100 м - Ли Чинг Хсуан — Скок удаљ - Чанг Минг Хванг — Бацање кугле | Жене: - Чинг-Хсиен Лиао — 100 м |

## Резултати

### Мушкарци
| Атлетичар                                          | Дисциплина   | Лични рекорд | Квалификације | Квалификације | Полуфинале   | Полуфинале | Финале                | Финале       | Детаљи |
| Атлетичар                                          | Дисциплина   | Лични рекорд | Резултат      | Место         | Резултат     | Место      | Резултат              | Место        | Детаљи |
| -------------------------------------------------- | ------------ | ------------ | ------------- | ------------- | ------------ | ---------- | --------------------- | ------------ | ------ |
| Ванг Вен Танг Лиу Јуан Каи Цаи Менг Лин Ји Веи Чен | 4 х 100 м    | 39,05 НР     | 39,30         | 5. у гр. 1    |              |            | Нису се квалификовали | 16 / 18 (23) |        |
| Ли Чинг Хсуан                                      | Скок удаљ    | 8,11         | 7,92          | 13. у гр. Б   | 29 / 32 (36) |            | Нису се квалификовали |              |        |
| Чанг Минг Хванг                                    | Бацање кугле | 20,58 НР     | 19,60         | 11. у гр. Б   | 18 / 25 (27) |            | Нису се квалификовали |              |        |

### Жене
| Атлетичарка  | Дисциплина | Лични рекорд | Предтакмичење | Предтакмичење | Квалификације | Квалификације | Полуфинале            | Полуфинале            | Финале                | Финале       | Детаљи |
| Атлетичарка  | Дисциплина | Лични рекорд | Резултат      | Место         | Резултат      | Место         | Резултат              | Место                 | Резултат              | Место        | Детаљи |
| ------------ | ---------- | ------------ | ------------- | ------------- | ------------- | ------------- | --------------------- | --------------------- | --------------------- | ------------ | ------ |
| Џен Ји-Сјуен | 100 м      | 11,88        | 11,98 КВ      | 2. у гр. 4    | 12,16         | 6. у гр. 1    | Није се квалификовала | Није се квалификовала | Није се квалификовала | 38 / 68 (73) |        |